# Gymnosporia peduncularis
Gymnosporia peduncularis är en benvedsväxtart som först beskrevs av Otto Wilhelm Sonder, och fick sitt nu gällande namn av Ludwig Eduard Theodor Loesener. Gymnosporia peduncularis ingår i släktet Gymnosporia och familjen Celastraceae. Inga underarter finns listade.